# ۳۱۹ (قمری)
۳۱۹ (قمری)، سیصد و نوزدهمین سال در گاهشماری هجری قمری است. اول محرم این سال برابر با بیست و نهم ژانویه سال ۹۳۱ میلادی است.